# Спляча красуня (фільм, 1959)
«Спляча красуня» (англ. Sleeping Beauty) — американський повнометражний музичний фентезійний анімаційний фільм 1959 виробництва студії «Walt Disney Productions», знятий за мотивами однойменної казки Шарля Перро.
Світова прем'єра мультфільму відбулася 29 січня 1959 року.

## Сюжет
Давним-давно в одній далекій країні жив-був король Стефан зі своєю прекрасною королевою, які не мали дітей. І ось одного разу в них народилася дочка, яку назвали Аврора. У королівстві було оголошене велике свято, щоб усі: і знать, і прості люди, — могли засвідчити свою повагу принцесі. Серед запрошених на свято були і три добрі феї: Флора, Фауна та Мерівеза, — які хотіли нагородити Аврору трьома чарівними дарами.
Флора нагороджує принцесу даром краси, Фауна — даром співу. Однак Мерівеза не встигає обдарувати Аврору своїм подарунком, оскільки в замку з'являється зла фея — Малефісента, ображена за те, що її не запросили на свято. Бажаючи помститися, вона накладає на принцесу закляття: у день свого шістнадцятиріччя Аврора вколе палець об гострий кінець веретена та помре. На щастя, Мерівезе вдається злегка змінити закляття: доторкнувшись до веретена, Аврора не вмре, а засне глибоким сном і збудити її зможе лише поцілунок істинного кохання.
Побоюючись за життя своєї дочки, король Стефан наказує спалити всі прядки у своєму королівстві. Але три добрі феї розуміють, що це не зможе зупинити Малефісенту. Вони вирішують прикинутися звичайними селянками та заховати Аврору від Малефісенти глибоко в лісі, навколо королівства, і піклуватися про неї. Король і королева з важким серцем погоджуються віддати Аврору феям, і вони тієї ж ночі залишають палац. Малефісента незабаром дізнається про зникнення принцеси та посилає на її пошуки свою армію прислужників, але через свою дурість, їм не вдається знайти Аврору. Тоді Малефісента відправляє на пошуки дівчини свого ворона.
Сама Аврора (вона ж Трояндонька) всі 16 років свого життя прожила в лісі разом зі своїми «тітоньками», не підозрюючи про своє королівське походження і накладене на неї закляття. У день свого шістнадцятиріччя Аврора йде в ліс по ягоди, де співає своїм друзям — лісовим тваринкам, пісню про те, як вона зустріла принца. Але після того як закінчилась пісня, вона сказала, що, на жаль, їй це наснилося. Лісові звірята хотіли підняти їй настрій і знайшли речі одного юнака, який був неподалік і почув прекрасний спів Аврори. Але його кінь побачив, що тваринки забрали речі та попередив про це юнака, який погнався за звірями. Після цього тваринки одягли плащ і чоботи юнака, наче вони принц, бо хотіли потанцювати з дівчиною. Але тільки вони почали танцювати, як їх побачив юнак. І тоді він зрозумів, хто співав ту прекрасну пісню. Аврора та юнак несподівано закохуються. А в цей час феї за допомогою магії створюють подарунки на день народження: сукню та торт. При створенні сукні між Флорою та Мерівезой виникає сутичка, бо Мерівеза хотіла, щоб сукня була синьою, а Флора хотіла, щоб сукня була рожевою. Потім дві феї починають пускати одна в одну чарівні іскри, від яких змінюється їхній колір одягу, це помічає ворон Малефісенти, що пролітав поруч у цей час.
Незабаром Аврора повертається в будиночок і розповідає «тітонькам» про свого коханого. Але ті пояснюють їй, що вона — принцеса і вже заручена з принцом Філліпом і що цього ж вечора повинна повернутися до замку свого батька. Аврора впадає у відчай, вважаючи, що більше не зможе знову зустрітися зі своїм коханим, і не підозрюючи, що принц Філліп і є той самий юнак. Філліп, також не здогадуючись, що Аврора — принцеса, прямує до замку Стефана. Там він розповідає своєму батькові (і за сумісництвом найкращому другові Стефана), королю Г'юберту, про дівчину, з якою тепер має намір одружитися.
Г'юберт намагається відмовити сина від цієї ідеї, але Філліп, не бажаючи нічого слухати, їде в ліс, щоб знову зустрітися з коханою. У цей час Аврора та три добрі феї потайки проникають до палацу. Феї вирішують ненадовго залишити сумну Аврору наодинці, це стало в нагоді Малефісенті, яка також опинилася в замку. Зла фея гіпнотизує дівчину та відводить її до потаємної кімнати, де створює свою зачаровану прядку, і Аврора вколює палець об веретено. Щоб не засмучувати короля з королевою, три добрі феї занурюють їх і весь замок в чарівний сон, до того часу, аж поки не прокинеться Аврора. Присипляючи Стефана та Г'юберта, Флора підслуховує їхню розмову і дізнається, що принц Філліп і є той самий обранець Аврори.
Остаточно зануривши в сон весь замок, феї повертаються в лісовий будиночок, щоб знайти Філліпа. Але вони дізнаються, що його викрала Малефісента, щоб позбавити Аврору можливості прокинутися. Тоді Флора, Фауна та Мерівеза потайки пробираються у володіння Малефісенти — на Заборонену гору. Там вони звільняють Філліпа з в'язниці, озброївши його чарівними Мечем Істини та Щитом Чесноти для битви з силами зла. Малефісента дізнається, що принц втік, і намагається перешкодити  йому  потрапити до замку Стефана, оточуючи будівлю непрохідною тернової стіною. Але принцу вдається пробратися через гущавину за допомогою Меча Істини.
Тоді Малефісента перетворюється на величезного дракона та намагається вбити Філліпа, але той за допомогою сили своєї любові сам перемагає злу фею, влучив у її серце мечем. Після перемоги над Малефісентою Філліп знаходить Аврору і дарує їй поцілунок істинного кохання. Вона прокидається від зачарованого сну, як і весь замок. Після цього Аврора і Філліп у бальній залі танцюють чарівний вальс. А тим часом Флора і Мерівеза знову почали сперечатися з приводу кольору сукні та змінювати його під час вальсу на кожному піруеті, але Аврора вже цього не помічала бо була дуже щаслива.

## Ролі озвучували
- Мері Коста — принцеса Аврора (Трояндонька)
- Білл Ширлі — принц Філліп
- Елеонор Одлі — зла чаклунка Малефісента
- Верна Фелтон — фея Флора
- Барбара Джо Аллен — фея Фауна
- Барбара Ладду — фея Мерівеза (миле сонечко)
- Тейлор Голмс — король Стефан, батько Аврори
- Білл Томпсон — король Г'юберт, батько Філліпа
- Білл Емсбері — 1-й прислужник злої чаклунки (в титрах не вказаний)
- Кенді Кандідо — 2-й прислужник злої чаклунки (в титрах не вказаний)
- Пінто Колвіг — 3-й прислужник злої чаклунки (в титрах не вказаний)
- Даллас МакКеннон — ворон злої чаклунки (в титрах не вказаний)
- Марвін Міллер — оповідач (у титрах не зазначений)

## Український дубляж
Фільм дубльовано студією «AdiozProduction Studio» на замовлення «Disney Character Voices International» у 2010 році.
- Режисер дубляжу — Анна Пащенко
- Перекладач тексту та пісень — Сергій Ковальчук
- Музичний керівник — Олена Кудрявцева
- Творчий консультант — Міхал Войнаровський
- Ролі дублювали: 
  - Дарина Муращенко — Аврора / Трояндочка
  - Сергій Юрченко — Принц Філіп
  - Лідія Муращенко — Зла Чаклунка
  - Ірина Дорошенко — Флора
  - Наталя Поліщук — Фауна
  - Олена Узлюк — Миле Сонечко
  - Андрій Альохін — Король Стефан
  - Олександр Ігнатуша — Король Губерт
  - Володимир Нечепоренко — Оповідач
- Пісні виконували: Дарина Муращенко, Сергій Юрченко, Андрій Альохін та Олександр Ігнатуша.

## Створення мультфільму

### Сценарій «Сплячої красуні»
Ще у 1938 році, Волт Дісней задумав зняти анімаційний фільм за мотивами казки Шарля Перро «Спляча красуня», але у зв'язку з настанням Другої світової війни і фінансовими проблемами студії, Діснею довелося цілком зайнятися зйомкою навчально-військових фільмів і короткометражок і «пакетних» мультфільмів («Зіграй мою музику», «Час мелодій», «Веселі і безтурботні» і т. д.).
Виробництво «Сплячої красуні» було запущено у січні 1950 році, всього за місяць до виходу мультфільму «Попелюшка», але робота над її сценарієм розпочалася лише на самому початку 1951 року. Сценарій до мультфільму писався досить довго. Початковий варіант історії сплячої красуні сильно відрізнявся від того, що ми бачимо зараз на екрані. Принцеса Аврора жила під замком у замку, нікуди не виходила і була дуже схожа на Жасмін з Аладдіна.
Три добрі феї в цій версії володіли чарівними силами відповідно до їх іменами: Флора — природою, Фауна — тваринним світом, Мерівеза — кліматом.
В оригінальному балеті П. І. Чайковського було сім добрих чарівниць, але Дісней у своїй версії казки хотів бачити тільки трьох (свого роду містична комбінація). Олі Джонстан, так коментує рішення Волта: «Він хотів, щоб всього фей було три, і виглядали б вони як близнюки. Довелося довго переконувати його в тому, що їх характери повинні бути різні».
Прочитавши першу версію сценарію до мультфільму, Дісней сказав: «Нудно, занадто мало дії». Перед сценаристами було поставлено складне завдання: зробити так, щоб Аврора була не схожа ні на Попелюшку, ні на Білосніжку. Був вироблений інший образ головної героїні, Аврора проста селянська дівчина, яка живе в лісі з трьома добрими тіточками і нічого не знає про своє королівське походження. Для того, щоб між королівським походженням і життям звичайної дівчини утворилася гармонія, для принцеси придумали два імені: Аврора і Трояндонька. Аврора — це богиня ранкової зорі в римській міфології, а Трояндонька — це ім'я принцеси з казки братів Грімм. У греко-римській традиції троянда — переможниця-любов, радість, краса, бажання; емблема Афродіти (Венери). Ім'я Трояндонька символізує також мовчання і таємницю — щось говориться sub rosa (букв. Під трояндою — Наодинці, і тому не підлягає розголошенню).
Дісней завжди позиціонував «Сплячу красуню», як фільм в якому реалізується його давня мрія: танець у хмарах принца і принцеси. «Любов — це політ, так і покажіть його тут», — говорив він аніматорам.

## Підбір акторів для озвучування мультфільму
Однак з акторами, які озвучують головні ролі, Волт Дісней принципово не зустрічався і не передавав їм ніяких вказівок. Мері Коста (принцеса Аврора) розпочала свою музичну кар'єру у віці дев'яти років. Незабаром її мрією стало побачити Волта Діснея і попрацювати з ним. Наступного дня після прослуховування в студії їй було повідомлено, що вона отримала роботу. Але кожен раз, коли вона, записуючись, питала про вказівки Волта, їй нічого не передавали. Він не зустрічався з нею до закінчення картини, тому що боявся вплинути на її індивідуальність, тільки три роки по тому вони вперше поснідали разом.
У недавньому інтерв'ю один з журналістів запитав Косту: «Скажіть, як вам вдалося передати внутрішній світ головної героїні? Адже, погодьтеся, складно розкрити образ, заснований лише на одних піснях і нечисленних діалогах». «Ви повинні малювати її голосом», — відповів Волт. «А звідки Аврора знає, як танцювати з кроликами, совою і птахами?» — запитала актриса. «Давайте я відведу вас по розкадровки і розповім історію сплячої красуні», — відповів Дісней. Він влаштував їй справжню екскурсію по студії і показав «чари анімації в дії».

## Музика та пісні
Хоча Волт не мав ніякої музичної освіти, професійні музиканти завжди захоплювалися його здатністю працювати зі співаками, композиторами, поетами. Обговорення почалося з музичної теми для Малефісенти і трьох добрих фей. Волтер Шульман, композитор, для фільму пропонував, щоб у кожній з трьох фей була своя власна музична тема. Волт категорично відмовився, заявивши, що не варто розбивати ціле на складові частини, це буде занадто заплутано і незрозуміло для глядача.
Зрештою картина отримала гідний музичний супровід, заснований на музиці П. І. Чайковського до балету «Спляча красуня». Зокрема, 2 пісні, «Одного разу у сні» і «Як дивно» засновані на вальсі-алегро. Саме музика, органічно вплітається в хід розповіді, і створює алюзію на середньовічне життя XIV століття.
- «Одного разу у сні» — пісня, яка відображає характер головної героїні, вона любить мріяти, їй сняться прекрасні сни і в одному з них вона і зустрічає свого прекрасного принца. Саме їй починається і закінчується фільм.
- «Слався, принцеса Аврора!» — в цій пісні жителі королівства відзначають день народження принцеси Аврори і прославляють її.
- «Як дивно» — в цій пісні Аврора співає про те, що кожна жива істота має свою половинку, і порівнюючи світ природи і своєї, вона мріє про те, що обов'язково з'явиться людина, яка полюбить її.
- «Одного разу у сні» (реприза) — принц Філліп і Аврора співають цю пісню разом, розуміючи, що закохалися один в одного.
- «Спляча красуня» — три добрі феї занурюють замок в сон, до того моменту, коли прокинеться Аврора.